# Reissigova vila

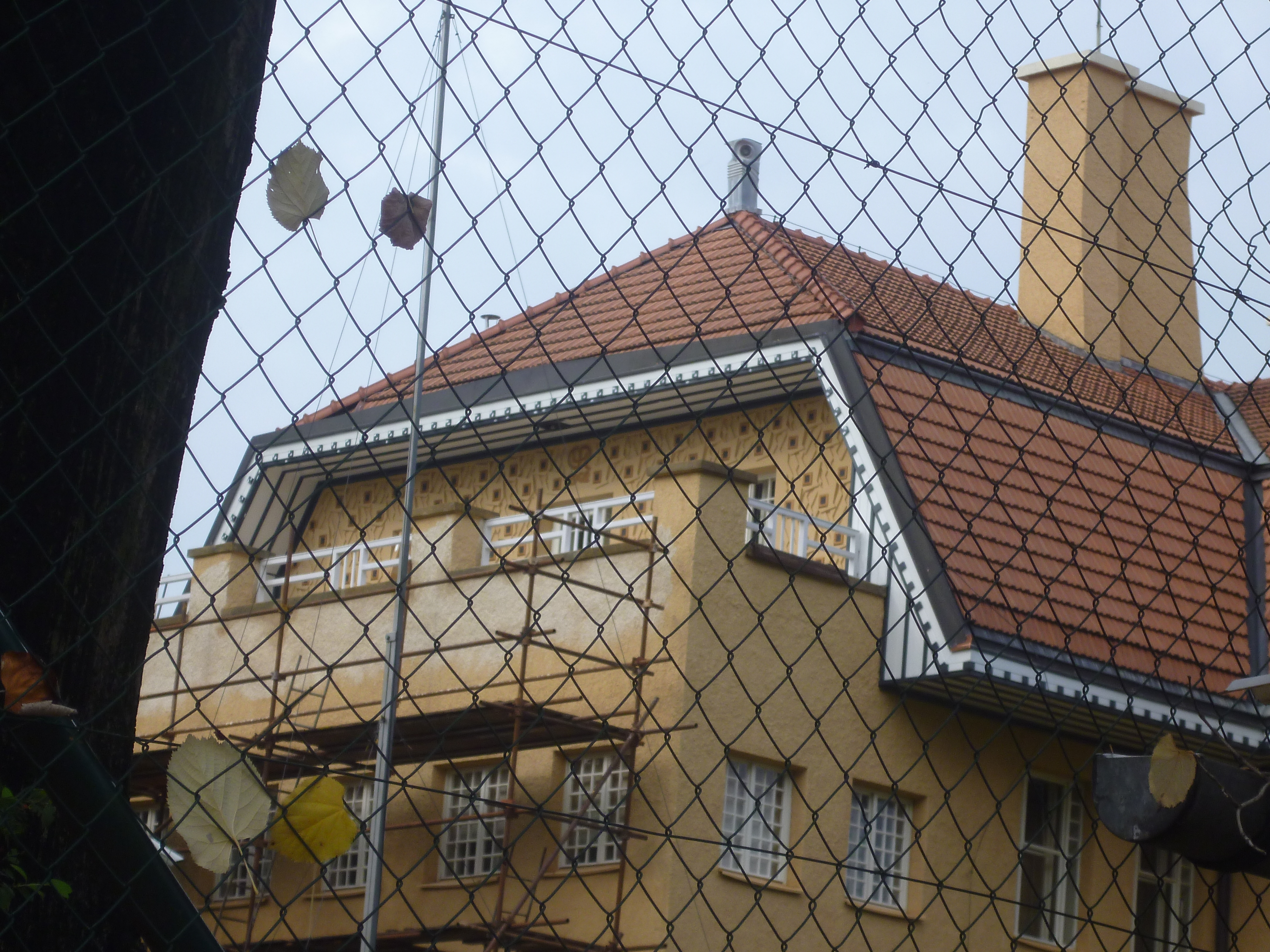
Reissigova vila

Reissigova vila je vila stojící v řadě nákladných vil v zahradní čtvrti Pisárky v ulici Hlinky v Brně, kterou si nechal v letech 1901–1902 postavit prominentní brněnský advokát Karl Reissig, syn advokáta a politika Karla Reissiga st. Byla označována jako „první moderní rakouský dům“.

## Stavba
V roce 1901–1902 vyrostl dům podle projektu Leopolda Bauera, jenž vytvořil nejdříve dvě studie, a právě tyto projekty se staly počátkem nového typu architektovy tvorby. Nápadné novum oproti soudobé běžné architektuře představovala neexistence tradiční fasády i přesto, že zachováno zůstalo tradiční členění soklu, zdi a atiky. Dům typu "anglické vily" měl nabídnout veškeré pohodlí v souladu s přírodou, vynikal úrovní technického a hygienického zařízení a nenechával se omezit symetrií.
Dům byl vybaven ústředním topením, plynovým a elektrickým osvětlením a moderními koupelnami.

## Dispoziční řešení
Srdcem rodinného domu byla ústřední patrová hala s krbem a v patře ložnice. Schodiště vedlo na ochoz. Odsud byly přístupné ostatní prostory. Bauer zaklínil prostory vzájemně do sebe, takže vznikl větrníkový útvar připomínající křížové dispozice Franka Lloyda Wrighta.
Kromě haly největší plochu zaujímá knihovna pročleněná jakýmsi pódiem, o něco menší je jídelna s výklenkovou alkovnou.
Vertikálně je vila rozčleněna na sféru provozní, společenskou a privátní. Obytné místnosti jsou vybaveny nejen velkými okny na jednu světovou stranu, ale rovněž doplněny menšími okénky v dalších stěnách, aby se tak zvýšila světelnost interiéru.

## Další osudy vily
Po druhé světové válce byl majitel vystěhován a v roce 1947 byla na vilu uvalena národní správa. Po několika letech se stala majetkem státu a začala sloužit jako sídlo Ústředního kontrolního a zkušebního ústavu zemědělského. Změny, které byly provedeny, nejsou tak výrazné. Přízemní veranda byla proměněna na kancelář a byl zbořen zahradní domek.